# Marathon de Londres 2009
Navigation
2008 2010
Le Marathon de Londres de 2009 est la 29e édition du Marathon de Londres au Royaume-Uni qui a eu lieu le dimanche 26 avril 2009. C'est le deuxième des World Marathon Majors à avoir lieu en 2009 après le Marathon de Boston. Le Kényan Tsegaye Kebede remporte la course masculine avec un temps de 2 h 5 min 10 s. L'Allemande Irina Mikitenko s'impose chez les femmes en 2 h 22 min 11 s.

## Résultats

### Hommes
| Rang | Athlète           | Nationalité    | Temps           |
| ---- | ----------------- | -------------- | --------------- |
|      | Samuel Wanjiru    | Kenya          | 2 h 05 min 10 s |
|      | Tsegay Kebede     | Éthiopie       | 2 h 05 min 20 s |
|      | Jaouad Gharib     | Maroc          | 2 h 05 min 27 s |
| 4    | Emmanuel Mutai    | Kenya          | 2 h 06 min 53 s |
| 5    | Hendrick Ramaala  | Afrique du Sud | 2 h 07 min 44 s |
| 6    | Abderrahim Goumri | Maroc          | 2 h 08 min 25 s |
| 7    | Yonas Kifle       | Érythrée       | 2 h 08 min 28 s |
| 8    | Atsushi Sato      | Japon          | 2 h 09 min 16 s |
| 9    | Meb Keflezighi    | États-Unis     | 2 h 09 min 21 s |
| 10   | Felix Limo        | Afrique du Sud | 2 h 09 min 47 s |

### Femmes
| Rang | Athlète            | Nationalité | Temps           |
| ---- | ------------------ | ----------- | --------------- |
|      | Irina Mikitenko    | Allemagne   | 2 h 22 min 11 s |
|      | Mara Yamauchi      | Royaume-Uni | 2 h 23 min 12 s |
|      | Liliya Shobukhova  | Russie      | 2 h 24 min 24 s |
| 4    | Svetlana Zakharova | Russie      | 2 h 25 min 06 s |
| 5    | Berhane Adere      | Éthiopie    | 2 h 25 min 30 s |
| 6    | Inga Abitova       | Russie      | 2 h 25 min 55 s |
| 7    | Catherine Ndereba  | Kenya       | 2 h 26 min 22 s |
| 8    | Tomo Morimoto      | Japon       | 2 h 26 min 29 s |
| 9    | Gete Wami          | Éthiopie    | 2 h 26 min 54 s |
| 10   | Lyudmila Petrova   | Russie      | 2 h 27 min 42 s |

### Fauteuils roulants (hommes)
| Rang | Athlète | Nationalité | Temps |
| ---- | ------- | ----------- | ----- |
|      |         |             |       |
|      |         |             |       |
|      |         |             |       |

### Fauteuils roulants (femmes)
| Rang | Athlète | Nationalité | Temps |
| ---- | ------- | ----------- | ----- |
|      |         |             |       |
|      |         |             |       |
|      |         |             |       |